# Terror in America
Terror in America è un tour dei The Murder Junkies & GG Allin del 1993, pubblicato in DVD nel 2006.

## Storia del Tour
Il tour si svolge negli Stati Uniti in tre date: la prima ad Asbury Park (New York), la seconda ad Atlanta (Georgia) e la terza ed ultima ad Austin, in (Texas).
Il tour inizia il 4 aprile 1993, poco dopo la pubblicazione del primo album in studio del gruppo, Brutality and Bloodshed for All con la partecipazione di GG Allin, appena uscito dal carcere.
I componenti della band che hanno partecipato a Terror in America sono stati: Merle Allin al basso; GG Allin alla voce; Dino Sexx alla batteria e William Weber alla chitarra.

## Tracce
- Bite It
- Look into My Eyes and Hate Me
- Take Aim & Fire
- Outlaw Scumfuc
- Terror in America
- Highest Power
- Cunt Suckin' Canibal
- Expose Yourself To Kids
- I'm Gonna Rape You
- Kill the Police
- Gypsy Motherfucker
- I Live to Be Hated
- Oltlaw Scumfuc
- Fuck Authority
- I Kill Everything I Fuck
- Cunt Suckin' Canibal
- Highest Power
- Terror in America
- Gypsy Motherfucker
- Outlaw Scumfuc
- Be My Fuckin' Whore
- Wendy & Tilla

## Date
- 25/4/1993 - "The Fastlane": Asbury Park, New York
- 15/5/1993 - "Somber Reptile": Atlanta, Georgia
- 18/5/1993 - "5th Street Warehouse": Austin, Texas

## Formazione
- GG Allin - voce
- Merle Allin - basso
- Dino Sexx - batteria
- William Weber - chitarra

## Riprese Video
- Peter Demattia
- Evan Cohen